# Wulkendorf
Wulkendorf ist der Name einer Wüstung bei Eismannsdorf, einem Ortsteil von Niemberg der Stadt Landsberg im Saalekreis in Sachsen-Anhalt. Die Ortschaft wurde 1447 erstmals urkundlich erwähnt, aber bereits 1537 als wüst beschrieben.

## Geschichte

### Namensvarianten
In Johann Christoph von Dreyhaupts Pagus Neletizi et Nudzici, einer Chronik des Saalkreises von 1749/1750, erscheint als einzige Namensform Wulckendorff. Der Heimatforscher Siegmar von Schultze-Galléra nennt in seinen Wanderungen durch den Saalkreis, erschienen 1921, die Namen Wulkendorf und Wilkendorf. Bei dem Historiker und Archivar Erich Neuß, Wüstungskunde des Saalkreises und der Stadt Halle von 1969, heißt die Ortschaft Wulkendorf und es werden alle Namensvarianten, die in Urkunden und Lehnbriefen erscheinen, chronologisch genannt.

### Ortslage und Größe
In Dreyhaupts Chronik lag Wulkendorf nahe Eismannsdorf in Richtung Spickendorf (nach Spickendorf hin). Schultze-Galléra beschreibt in seinen Wanderungen durch den Saalkreis die Lage von Wulkendorf 500 Schritte südlich von Eismannsdorf in Richtung Spickendorf. Neuß gibt in seiner Wüstungskunde des Saalkreises und der Stadt Halle eine genaue Lageangabe der Ortschaft, 500 Meter südöstlich der Kirche von Eismannsdorf, am östlichen Ufer der Riede, zwischen dem Fluss und der Eisenbahnlinie von Halle nach Köthen.
Nach Dreyhaupt besaß die Ortschaft ursprünglich sechs Gehöfte und hatte einen Umfang von sechs Hufen. Schultze-Galléra und Neuß übernehmen diese Angaben. Neuß ergänzt, dass in den Feldwannenbüchern der Historischen Kommission für die Provinz Sachsen und für Anhalt der Umfang Ortschaft drei Schläge mit 182 Morgen und 131 Quadratruten betrug, darin die Wulkendorfer Höfchen mit 4 Morgen und 143 Quadratruten.

### Siedlungsgeschichte und Besitzverhältnisse
Nach Neuß war Wulkendorf eine deutsche Siedlung, gegründet während der spätfränkischen Kolonisationszeit. Nach seinen Angaben ist die Ortschaft noch vor 1370 in Eismannsdorf aufgegangen. Neuß vermutet, dass die Bewohner wegen der allzu feuchten Lage das Dorf verlassen haben. Es gelangte schon früh in den Besitz des Erzstifts Magdeburg. 
1447 belehnt Friedrich III. von Beichlingen, als Erzbischof von Magdeburg, Karl von Beltz unter anderem mit 24 Rauchhühnern zu Eismannsdorf, Wolkendorff und Schuttsitz sowie mit dem Brut-Pfennig (Brautpfennig) von allen Höfen. Erzbischof Johann von Pfalz-Simmern belehnt 1467 die Brüder Friedrich und Eberhard von Budersehe (Beidersee) und ihre Vettern Lukas, Hans und Friedrich von Beltz mit einem alt Schock von einer Hufe auf der Fulkendorfer Mark, die Hermann Becker gibt. Im gleichen Jahr erhalten Heinrich, Gebhard, Albrecht und Rudolf von Beltz 24 Rauchhühner zu Eismannsdorf, Wolkendorf und Schussitz sowie den Brautpfennig von allen Höfen und Margarete, die Ehefrau von Heinrich von Beltz, eineinhalb Hühner von eineinhalb Hufen in Eismannsdorf, Wulkendorf und Schussewitz zur Leibzucht von Erzbischof Johann zu Lehen.
1477 belehnt Erzbischof Ernst II. von Sachsen die Brüder Heinrich, Albrecht und Rudolf sowie ihren Vetter Friedrich von Beltz mit vier Hühnern und dem Brautzins von vier Höfen zu Eismannsdorf, Wolkendorf und Schußtz. Im Oktober 1489 erhält Hans Kotze zehn neue Groschen von je einer halben Hufe zu Wulkendorf, die Lenhardt Ryprecht, Urban Hertwich, Grassie Mogelin und Glorius Wencke geben, von Erzbischof Erst als Lehen. 1489 besaß Kuno von Goedewitz Lehnsgüter in Wulkendorf, 40 Groschen und ein halber Schock zusammen von dreieinhalb Hufen, die Hans von Kotze verschrieben wurden.
In Dreyhaupts Chronik war die Ortschaft um 1750 eine wüste Dorfstätte und Mark, die zu Eismannsdorf und damit dem Amt Giebichenstein gehörte. Demnach war das Dorf bereits 1537 wüst gewesen. Schultze-Galléra erwähnt in seinen Wanderungen durch den Saalkreis, dass 1830 die ehemalige Dorfstätte Acker und Buschwerk war und dass dort Grundmauern gefunden wurden. Neuß bestätigt diese Angaben und ergänzt in seiner Wüstungskunde des Saalkreises und der Stadt Halle, dass man dort noch 1880 Grundgemäuer vorfand.